# 費城實驗
費城實驗是一項流傳已久的傳聞，宣稱美國海軍在1943年10月28日曾在宾夕法尼亚州費城一船塢舉行秘密實驗，使一艘護衛驅逐艦埃爾德里奇號在观察者眼中隐形。該實驗也叫費城計劃
。所有參與計劃的船員都否認曾有任何事件發生，除了一位目擊者宣稱目擊了整個實驗發生的經過。由於沒有任何直接證據，且實驗內容缺乏嚴謹的科學理論基礎，費城實驗傳聞的真實性因而普遍受到質疑，並被認為是單純的都市傳說。

## 傳聞內容
費城實驗是由莫里士·吉索普博士所寫的書中所透露，但當他對Dr. Manson Valentine說他在費城實驗這事的研究上取得突破時，因先前車禍而受重傷的吉索普第二天就被發現死於汽車廢氣中，官方以自殺結案。他根據尼古拉·特斯拉生前所研發出來的統一場論又稱引力動態理論（此理論已被FBI封存），1943年特斯拉過世那年，費城計劃由愛因斯坦主持，此理論假設磁場、電磁波跟地心引力互有關係，根據該理論在透過特別的儀器和足夠的能量，能夠使光線彎曲，而讓實際的物質變成隱形。美國海軍認為這個應用在戰時有極顯著的價值（當時正值美國參與二次大戰的期間），所以認同並贊助這個實驗的進行。一艘美國海軍護衛驅逐艦埃爾德里奇號在美國海軍的船塢，配備強力的磁場產生機準備進行這個實驗。
美軍考慮該試驗的絕密性，將彩虹計劃的試驗對象定為埃爾德里奇號。
第一次的實驗是在1943年的夏天進行，起初實驗很成功，有一次7月22日的實驗進行的時候，驅逐艦在一團綠霧包圍下接近隱形，實驗之後的船員有嚴重作噁的情況出現。
在同年的10月28日，再做了一次實驗，這次是整艘艦艇在一道強烈的藍光之下突然消失不見，而且在同一時間距離600公里遠的維吉尼亞州諾福克基地（Norfolk）回報該驅逐艦在附近海面上出現有數分鐘之久，接着在又在費城突然出現又突然消失。根據這一事件，有人把它聯想成異維傳輸或著與百慕達三角有間接關係。
據當時的一些知情者所說，看到船員出現了一些不可思議的事情。一些船員感到噁心和分辨不出方向外，一些船員無故的消失和一些小部分船員鑲嵌在牆上，跟船上的鋼板完全融合，是否還活着還有據考證。後來一些參加過的船員強迫退役。
實驗過後，驅逐艦上的船員身心遭受到嚴重創傷，幾乎所有的官兵都身得重病，有些死亡，有些則是精神疾病例如思覺失調症，據傳言有人目擊這些船員在酒吧或家中會突然消失與出現。

## 官方记录
埃尔德里奇号护航驱逐舰于1943年7月25日下水，同年8月27日在纽约海军基地正式服役。结束试航与设备调试后，其一直驻留纽约港口与长岛附近水域。9月16日，她启程前往百慕大，并在2天后顺利抵达指定训练地点，此后，她一直在附近海域训练和参加演习。10月15日，她跟随其他训练船只返回纽约，并于18日归港。此后，她一直在港口内维持战备状态，直至11月1日护送UGS-23前往卡萨布兰卡。11月22日，护航船队抵达目的地，期间仅于2日短暂停留诺福克海军基地。11月29日，埃尔德里奇号护送GUS-22踏上归途，并于12月17日顺利抵达纽约。此后，她在纽约接受训练，并曾短暂驻留布洛克湾。12月31日，她跟随其他四艘战舰离开纽约，前往诺福克。自埃尔德里奇号服役至1943年底，航行与作战日志显示其从未前往费城。
1955年底，卡尔·艾伦首次以安德鲁·弗鲁赛斯号船员的身份向美国海军研究办公室提交驱逐舰“隐形”和传送目击报告，而这即为费城实验的早期主要传闻来源。根据该舰航行日志，1943年8月16日，她作为UGS-15船队成员从诺福克启程前往卡萨布兰卡，并于9月2日抵达。19日，舰队返航，并于10月4日途经亨利角。10月25日，她又跟随UGS-22离开诺福克，前往瓦赫兰，并于11月12日抵达。此后，她一直地中海附近执行任务。1944年1月17日，他跟随GUS-25返回汉普顿锚地。两舰无协同作战记录，且并未同时停留诺福克。
费城实验的另一名称“彩虹计划”在美国海军档案馆中没有与船只消失相关的记载，而盟军中代号“彩虹”则指柏林-罗马-东京轴心，“彩虹计划”则指击败德国、意大利、日本的相关行动。其中，“彩虹五号”（RAINBOW V）于 1941年12月7日珍珠港事件爆发后生效，主要包括美国针对轴心国的系列行动计划。
第四海军军区的调查人员认为，“费城实验”可能实为二十世纪四、五十年代在费城进行的一系列常规研究，包括旨在规避磁性水雷的舰船消磁实验与小型高频发电机测试。但后者真正实施时已经进入五十年代，且实验载具为蒂摩曼号驱逐舰，期间虽然出现电弧放电，但没有任何实验人员受伤或感到不适。

## 流行文化
費城實驗的結果雖然不被承認，但卻常成為各類書籍、影集、電影和電腦遊戲的題材。

### 電影

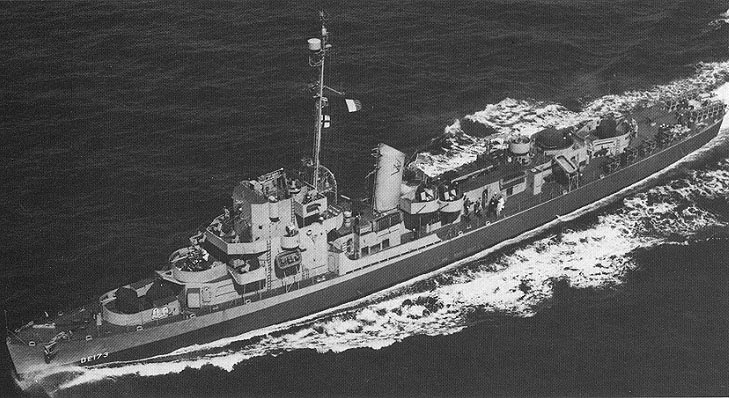
護衛驅逐艦「埃爾德里奇號護衛驅逐艦」。

- 1984年 - 《消失的1943（英语：The Philadelphia Experiment (film)）》（The Philadelphia Experiment）:費城實驗的故事在1984年時拍成的電影，描述兩名參與費城實驗的艦上水手時光跳躍到40年後的內華達沙漠中之故事。
- 1993年 -《消失的1943 II（英语：Philadelphia Experiment II (film)）》（Philadelphia Experiment II）
- 2012年 - 《超時空驅逐艦》( The Philadelphia Experiment ):美軍重新啟動費城實驗的計畫，竟意外帶回了在1943年消失的船艦，引發了一連串的混亂。

### 電視劇
- 《Lost檔案：神秘百慕達（英语：The Triangle (miniseries)）》 - 2005年美國製作4小時的迷你影集，將這實驗與百慕大事件聯繫到了一起[5]。講述了四名專家記者調查百慕大飛機船隻失踪事件，結果發現這是費城實驗留下的後遺症，一直延續到了今天；而百慕大的現象有可能會蔓延到世界的每一個角落。
- 《X檔案》（The X-Files） - 影集其中一集《Død Kalm》描述戲中的男女主角FBI特別探員福克斯·穆德（英语：Fox Mulder）和黛娜·史卡利（英语：Dana Scully）被告知有一艘美國海軍軍艦造成船員年齡急遽老化的，穆德相信這是跟費城實驗的失敗有關[6]。

### 小說與漫畫
- 《天涯傳說》 - 我和殭屍有個約會系列電視劇作者陳十三在其以「殭屍」為背景的小說天涯傳說中，也有提及費城實驗，指戰艦和其船員在時間空間中漂浮，故會突然出現和消失。故事中「天佑科研」老闆況復生重現一次費城實驗，將戰艦從時空中捕獲並真正帶返現世，用來將瑤池聖母困住並流放到時間空間。
- 《轟天高校生》（スプリガン） - 在1989年的日本漫畫，「忘卻王國」篇章之中提到，費城實驗中所用的埃爾德里奇號在移動到英國後再次移動到幽靈島上。島上的超古代文明所遺留下來的金字塔遺跡具有在時間與空間中移動的功能，埃爾德里奇號受其影響才移動到幽靈島上的。
- 《靈異教師神眉》 - 此日本漫畫13卷113話「異次元的出入口之卷」提到1943年美國曾進行此實驗造成軍艦乘員與金屬和木材結合的結果，漫畫中亦用書包與狗結合在一起的例子表示。
- 《終末的女武神》 -特斯拉將費城實驗成功後變為自己的招式且可以瞬間移動，名為特斯拉傳送。
- 《都市傳說體驗館2》

### 電玩遊戲
- 《命令与征服：紅色警戒》（Command & Conquer: Red Alert） - 電腦戰略遊戲，盟军第八关片头动画影射費城實驗，动画中一艘巡洋舰在超时空传送仪原型机作用下完全消失，后又再度出现。這款遊戲的背景是第二次世界大戰的歷史被時空旅行刻意干擾，改變成盟軍與蘇聯之間的戰爭。在遊戲中如果將載有人員的運輸車傳送的話，到達目的地時所有人員會消失。
- 《刺客信条》（Assassin's Creed） - 2007年由育碧发行的游戏，在一封由艾伦·里金发给沃伦·韦迪克的电子邮件中提到了这项实验，邮件中里金告诉韦迪克，根据实验体12号的阿尼穆斯数据，表明军舰证实在一枚伊甸碎片影响下曾进入未来状态约18分钟。他继续称已经找到足够的资料来修复实验中使用的原始制品，然管理层拒绝对此计划作进一步研究，并举出了对悖论问题的担心。里金在结束此话题时说，对任何有能力操纵时间的物品都必须加以控制，因此那枚伊甸碎片已经被转移到了一个安全的储存地点。
- 《碧蓝航线》 - 在2017年由bilibili代理的手机游戏，埃尔德里奇号舰娘拥有一项名为“彩虹计划”的技能，此技能一旦触发就可使埃尔德里奇号获得长达10秒的无敌状态。並且玩家在和埃爾德里奇號互動時會發現她常常在發電。
- 《神秘博士：冒險遊戲》（Doctor Who: The Adventure Games） - 在第四章Shadows of the vashta nerada中，因為費城實驗意外打破了跨維度的定律而導致入口被打開，該入口並不穩定，因此在Time lord們干預前埃爾德里奇號就再次消失，最後該艦來到了波賽頓8號基地(Poseidon Eight)且入口仍保持開啟，因此vashta nerada和其他外星物種得以入侵引發災難。

### 歌曲
- 《費城實驗》 - 香港樂隊Kolor第一首無綫電視冠軍歌《費城實驗》以費城實驗作背景，收錄在專輯《變》。